# 1971 في لبنان
فيما يلي قوائم الأحداث التي وقعت خلال عام 1971 في لبنان.

## أفلام
من الأفلام التي صدرت هذه السنة في لبنان:
- 1 يناير – سيدة الأقمار السوداء

## مواليد

### يناير
- 1 يناير – علي صوفان
- 1 يناير – كارمن لبكي

### فبراير
- 8 فبراير – أندريه الحداد حكم كرة قدم لبناني.

### أبريل
- 10 أبريل – وليد حرفوش

### يونيو
- 29 يونيو – نوال الزغبي مغنية لبنانية.

### ديسمبر
- 6 ديسمبر – ريكا هيراكي لاعبة كرة مضرب يابانية.

## وفيات

### نوفمبر
- 26 نوفمبر – إفلين بسترس (مواليد 1878) إفلين بسترس.

### ديسمبر
- 10 ديسمبر – حسين العويني (مواليد 1900)